# Mesquita Gazajlar

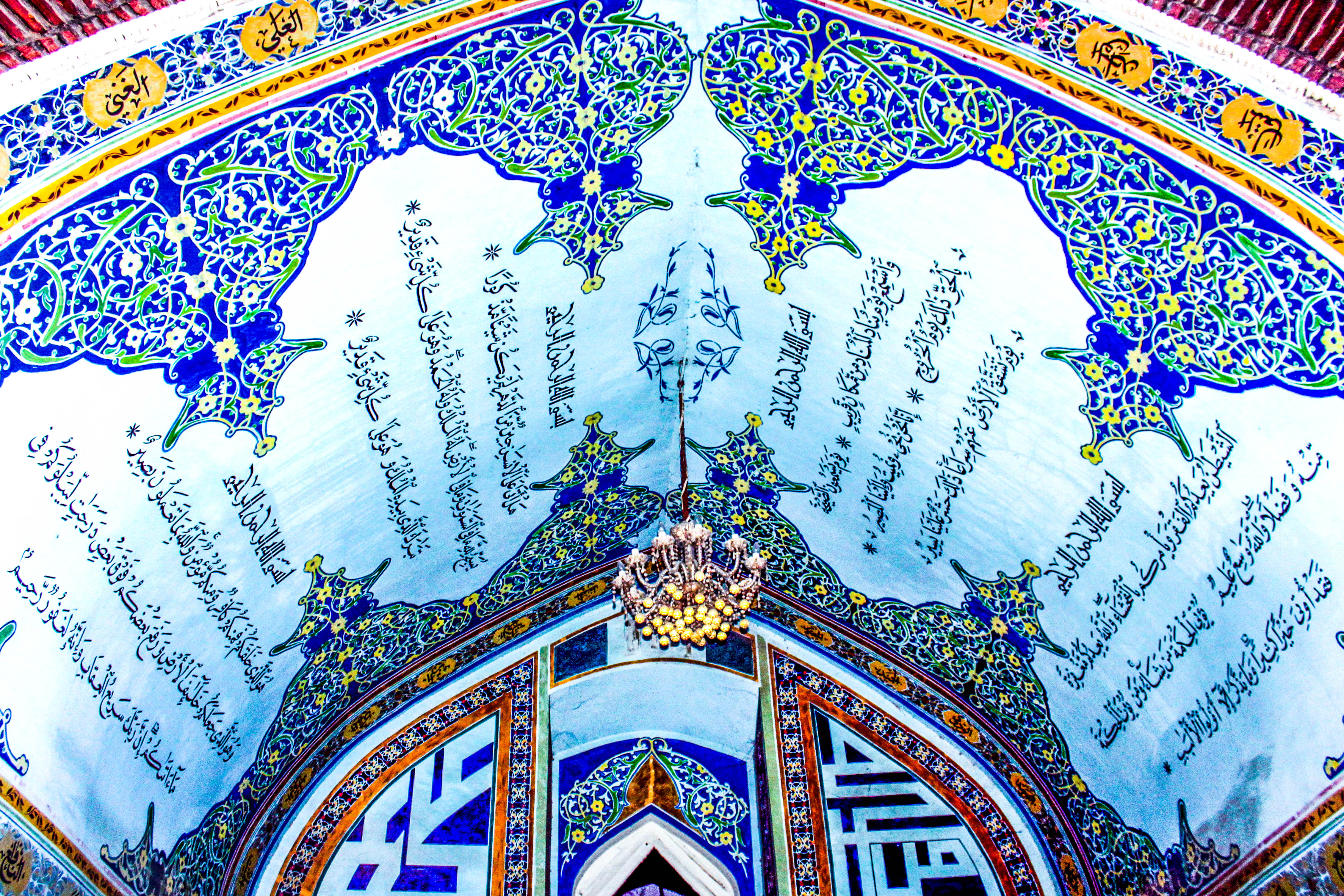
Vista de la portalada des de l'entrada principal

La Mesquita Gazajlar (en àzeri: Qazaxlar məscidi) és una mesquita del segle XIX, considerada Monument històric; es troba a la ciutat de Gandja (Azerbaidjan).

## Història
Fou construïda entre el 1801 i el 1802 per les tribus que arribaren a Gandja des de l'àrea de Gazaj. La Mesquita Gazajlar es va construir seguint el pla de la Mesquita Juma. No se sap del cert qui en fou l'arquitecte.
Després de l'establiment del poder soviètic a l'Azerbaidjan el 1920, començà la lluita dels bolxevics contra la religió. Com moltes altres institucions religioses, la Mesquita Gazajlar deixà d'utilitzar-se com a tal i es feia servir com a magatzem, escola i per a altres finalitats.
Segons la normativa núm. 132 del Gabinet de Ministres de la República de l'Azerbaidjan, del 2 d'agost del 2001, la Mesquita Gazajlar fou inclosa en la Llista de Monuments Immobles d'Història i Cultura d'Importància Local.
El 2014 hi hagué un incendi en la mesquita i se'n va cremar part de la teulada. El 2018 se'n dugueren a terme obres de restauració. Actualment, continua sent usada com a mesquita.

## Característiques arquitectòniques
Els fonaments de la mesquita estan construïts amb pedra de riu. Les parets, amb rajola vermella cuita. El gruix de les parets és de 12 a 20 cm, i l'alçada de 1,5 metres. Té un revestiment de rajola vermella, típic d'aquesta zona. Igual que la Mesquita Juma, la Mesquita Gazajlar també té tres portes d'entrada. L'entrada principal es fa per un profund portal arquejat. Té altres portes a la dreta i a l'esquerra. L'edifici té tretze finestres de fusta i una escala.